# مغان‌لی، آق‌دام
مغان‌لی (ترکی آذربایجانی: Muğanlı) یک منطقهٔ مسکونی در جمهوری آرتساخ است که در استان آسکران واقع شده‌است.